# كورنيليوس هولاند
كورنيليوس هولاند (بالإنجليزية: Cornelius Holland)‏ هو سياسي أمريكي، ولد في 9 يوليو 1783 في الولايات المتحدة، وتوفي في 2 يونيو 1870. حزبياً، نشط في الحزب الديمقراطي. انتخب عضو مجلس النواب الأمريكي.